# Josh Harrison
Pour les articles homonymes, voir Harrison.
A’s d’Oakland (depuis 2021)
Josh Harrison (né le 8 juillet 1987 à Cincinnati, Ohio, États-Unis) est un joueur des Ligues majeures de baseball évoluant pour les Nationals de Washington. Ce joueur d'utilité alterne entre plusieurs positions sur le terrain, principalement le troisième but et le champ droit.

## Carrière
Joueur des Bearcats de l'université de Cincinnati, Josh Harrison est repêché au sixième tour par les Cubs de Chicago en juin 2008. Ce joueur de deuxième but et de troisième but amorce sa carrière en ligues mineures dans l'organisation des Cubs avant de passer aux Pirates de Pittsburgh dans une transaction conclue le 30 juillet 2009 : Chicago cède alors Harrison et les lanceurs Jose Ascanio et Kevin Hart aux Pirates pour John Grabow et Tom Gorzelanny, deux autres lanceurs. 
Harrison débute dans les majeures avec Pittsburgh le 31 mai 2011. Inséré au troisième but dans la formation partante des Pirates à sa première partie, il frappe deux coups sûrs en quatre présences officielles au bâton face aux Mets de New York en plus d'obtenir son tout premier point produit et de marquer une fois. Son premier coup sûr en carrière est obtenu aux dépens du lanceur R. A. Dickey. Il frappe son premier circuit dans les grandes ligues le 23 août contre Marco Estrada des Brewers de Milwaukee. Harrison frappe pour ,272 de moyenne au bâton en 65 parties en 2011, avec un circuit et 16 points produits.
Le 18 mai 2012 à Détroit, Harrison prive Justin Verlander de son troisième match sans point ni coup sûr en carrière en frappant un coup sûr après deux retraits en neuvième manche.
En 2014, Harrison est pour la première fois invité au match des étoiles et s'avère, à 26 ans, l'un des surprises de l'année dans le baseball majeur. Il se bat jusqu'aux derniers jours de la saison régulière pour le championnat des frappeurs de la Ligue nationale mais avec une moyenne au bâton de ,315 termine deuxième derrière la moyenne de ,319 remise par Justin Morneau des Rockies du Colorado. En 143 matchs joués, il réussit 164 coups sûrs dont 38 doubles, 7 triples et 13 circuits, produit 52 points, en marque 77 et réussit 18 buts volés. Aligné au champ extérieur et parfois au deuxième but en début d'année, il finit par ravir à Pedro Alvarez le poste de joueur de troisième but des Pirates. Il termine 9e du vote de fin d'année désignant le joueur par excellence de la Ligue nationale.
Le 8 avril 2015, Harrison signe une prolongation de contrat de 4 saisons avec les Pirates. L'entente qui lie le joueur au club jusqu'en 2020 lui garantit 27,3 millions de dollars et pourrait lui rapporter 50,3 millions.
Le 23 août 2017, Harrison frappe un coup de circuit en fin de 10e manche pour priver d'un match sans point ni coup sûr le lanceur Rich Hill des Dodgers de Los Angeles et donner aux Pirates une victoire de 1-0.